# L'uomo di pietra
L'uomo di pietra (The Man of Stone) è un film muto del 1921 diretto da George Archainbaud.

## Trama

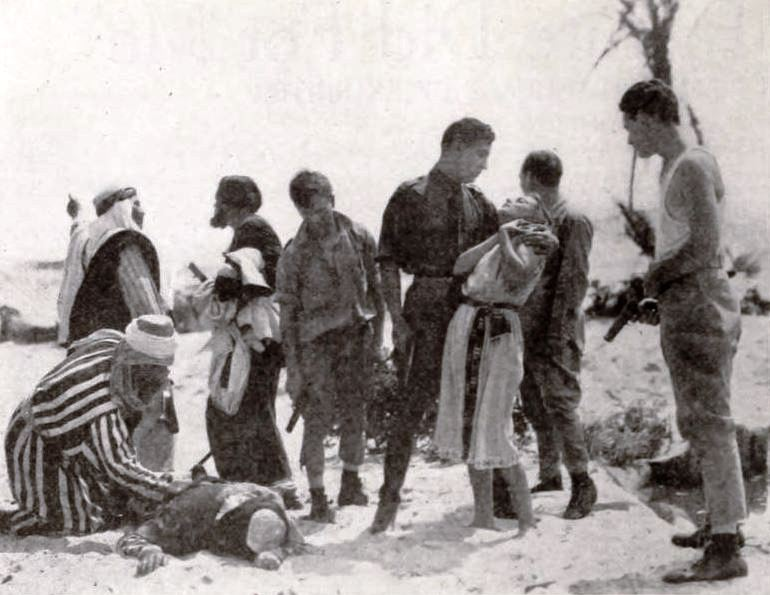
Conway Tearle e Betty Howe

Deluso in amore dopo il tradimento della fidanzata, il capitano Deering torna in Arabia e si dà al bere. Sarà salvato da Laila, una fanciulla del posto che, innamorata, si prenderà cura di lui e lo salverà dalle sabbie del deserto. Ma Laila verrà mandata via da lady Fortescue che, volendo riconquistare Deering, si è presentata al campo come sua moglie. Deering, però, segue la ragazza nel deserto. Così, quando Laila viene presa da alcuni predoni, riesce a salvarla. Al ritorno, scopre che, durante la sua assenza, l'accampamento è stato attaccato e lady Fortescue uccisa. Il capitano allora decide di restare in Arabia insieme a Laila.

## Produzione
Il film fu prodotto dalla Selznick Pictures Corporation.

## Distribuzione
Il copyright del film, richiesto dalla Selznick Pictures, fu registrato il 2 novembre 1921 con il numero LP17135. Distribuito dalla Select Pictures Corporation e presentato da Lewis J. Selznick, il film uscì nelle sale cinematografiche degli Stati Uniti il 10 novembre 1921 (il titolo inglese, che IMDb riporta come A Man of Stone, appare come The Man of Stone nell'AFI, nel catalogo della Library of Congress, su Italia Taglia e in un poster dell'epoca).
In Brasile, il titolo fu tradotto in O Homem de Pedra. In Italia, ottenne il visto di censura 19982 nell'ottobre 1924.
Non si conoscono copie ancora esistenti della pellicola che viene considerata presumibilmente perduta.